# Alruna
Alrunan (Mandragora officinarum) är en art i familjen potatisväxter (Solanaceae). Det är en potatisväxtart som beskrevs av Antonio Bertoloni. Mandragora autumnalis ingår i släktet Mandragora och familjen potatisväxter. Inga underarter finns listade i Catalogue of Life. Örten växer naturligt i medelhavsområdet.

## Beskrivning
Örten har grova, köttiga rötter utan stam. Från roten utgår en bladrosett med stora blad. Blommorna sitter på korta skaft, deras färg kan variera från vitt till mörkblått. Växten blommar på våren och hösten. Frukten är ett gult bär.

## Etymologi
Al = all, runa = hemlighet (gotiska); dvs. alruna = allvetande.
"Ordet betecknade från början en kvinna, invigd i (de högre makternas) hemligheter; jfr: Alruna är efter ordet en Alt-rönande, altförfarande, altvetande. Trol. öfverfördes benämningen sedermera på växten alruna, som på grund af rotens stundom människoliknande utseende o. sina narkotiska egenskaper fordom ansågs vara ett tillhåll för hemlighetsfulla väsen o. besitta öfvernaturliga krafter"

## Habitat
Växer vild i Medelhavsområdet:
Södra Portugal, södra Spanien, Italien, forna Jugoslavien, Grekland, Cypern, södra Turkiet, Syrien, Libanon, Israel, Jordanien, Tunisien, Algeriet och Marocko.
Lokaler kan vara gles skog och dungar, såsom olivlundar, trädor, vägkanter, järnvägsbankar, ruderatmark; från havsnivå upp till 1 200 m ö h.

## Historik
Alrunans frukter omnämns redan i Gamla Testamentet, bland annat i Höga Visan kapitel 7 och Första Moseboken kapitel 30, som kärleksäpplen (dudaim). Frukterna ansågs verka som ett afrodisiakum med en stärkande effekt på könsdriften. Alrunan hade stor betydelse inom den tidiga grekiska medicinen. Enligt Dioskorides brukade mandragoraroten kokas i vin och ges till dem som plågades av smärtor och sömnlöshet, eller som intöcknande medel inför operativa ingrepp.

## Folktro

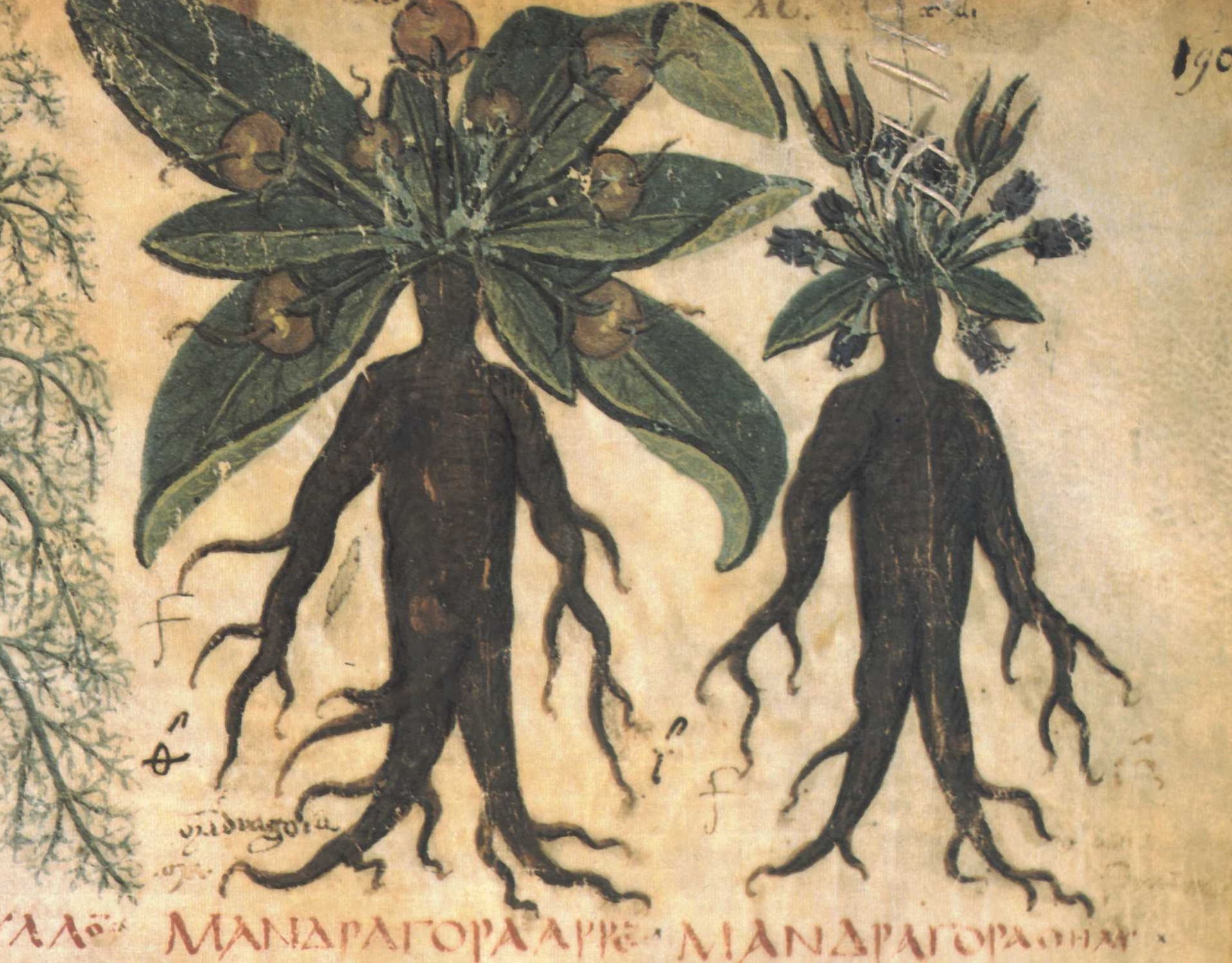
Medeltida teckning av alrunerot. Bild hämtad från Naples Dioscurides.

Alrunerotens utseende kan med lite fantasi liknas vid en naken människokropp, vilket ofta har tolkats magiskt. Det var inte ovanligt att rötterna kläddes i kläder som en docka och bars som amulett.
- Om alruna användes som amulett ger det förmågan att väcka kärlek och underlättar förlossning.
- Roten ansågs bringa lycka till ägaren under hela hans levnad, men han var tvungen att före sin död sälja amuletten till lägre pris än vad han själv givit, i annat fall skulle han förlora sin själ.
- Inom häxkonsten anses alrunans rot vara oumbärlig vid förtrollningar. Detta torde ha verklighetsgrund på grund av dess innehåll av hallucinogena ämnen. De som uppträdde på ett onormalt sätt, var som förhäxade, upplevde helt enkelt ett narkomaniskt rus. (Jfr häxsabbat och Blåkulla.)
- Enligt äldre legender skulle alrunorna uppkommit ur "den ofrivilligt låtna säden av en ung renlevnadsman som fått ända sitt liv i galgen".
- Roten frambringar ett hjärtskärande skri när någon försökte dra upp den ur marken, och den som drog skulle då ögonblickligen falla död ner.[5] För att klara sig undan detta skulle man binda fast alrunan i svansen på en svart hund. På så sätt skulle endast ett hundliv förspillas för varje alruna.
- Den som fått en alruna till skänks var för alltid fast i den ondes grepp.

Växten nämns flera gånger i J.K. Rowlings böcker om Harry Potter (där den ofta går under det vetenskapliga släktnamnet Mandragora) samt i Margit Sandemos stora romansvit Sagan om Isfolket. I fiktion ges alruna sällan samma funktion/verkan i olika böcker; växtens betydelse varierar med författaren. I Achim von Arnims novell Isabella av Egypten har en alruna en nyckelroll. Den tar även plats i filmen Pans Labyrint (spanska El laberinto del Fauno) som en växt som underlättar huvudrollsinnehavarens moders förlossning.

## Läkekonst
Rotens medicinska verkan kommer av ett antal verksamma alkaloider.
Man har isolerat över 80 olika substanser i Mandragora-släktet (alltså inte nödvändigtvis i just alruna, men många av dem, däribland även andra delar än just roten), bland annat alkaloiderna apoatropin, atropin, belladonider, hyosciamin, skopolamin (synonym hyoscin), cuscohygrin, hyoscyamin, 3-alfa-tigloyloxytropan, 3-alfa,6-beta-ditigloyloxytropan.
Bland icke-alkaloider har man funnit sitosterol och beta-metylsculetin (synonym scopoletin).
Europeisk alruna ansågs som medicinalväxt hålla särskilt hög kvalitet och betingade ett högt pris som konserverad rot. Efterfrågan motsvarade inte alltid tillgången, och förfalskningar förekom. Vanligen skars de falska alrunorna ur hundrovor.